# Jasmina Grković-Major
Jasmina Grković-Major (en serbe cyrillique : Јасмина Грковић-Мејџор ; en serbe latin : Jasmina Grković-Mejdžor ; née le 23 février 1959 à Stanišić) est une philologue et une linguiste serbe. Elle est membre de l'Académie serbe des sciences et des arts et membre de la Section de Novi Sad de l'Académie serbe des sciences et des arts.

## Biographie
Née en 1959 à Stanišić, près de Sombor, Jasmina Grković-Major termine ses études secondaires à Novi Sad en 1977. Elle poursuit ses études au département de slavistique de la Faculté de philosophie de l'université de la ville, où elle obtient une licence en 1981 et un master en 1984. Elle obtient un doctorat en 1990, avec une thèse sur La langue du psautier de Crnojević. Pendant ses études, elle suit des cours de langues étrangères à Bordeaux, Berlin, Lyon, Munich, Moscou, Saint-Pétersbourg, Kiev et Paris.
Dès 1982, elle obtient un poste d'assistante au département de langues slaves du sud à Novi Sad ; en 1991, elle devient professeure assistante et, à partir de 1995, professeure associée. À partir de 2000, elle est professeure de plein droit et enseigne le slavon d'église et la linguistique comparée des langues slaves au département de langue serbe et de linguistique de la Faculté de philosophie de l'université de Novi Sad.
En 2009, elle devient membre correspondant de l'Académie serbe des sciences et des arts et, en 2015, elle en devient membre de plein droit.